# Экономическая география
Экономи́ческая геогра́фия — общественно-географическая наука о территориальной организации экономической жизни общества.
Экономическая география подразделяется на общую географию мирового хозяйства, региональную экономическую географию и отраслевую (география промышленности, сельского хозяйства, транспорта, сферы обслуживания и т. д.).
Часто, особенно в работах российских авторов, понятие используется для обозначения всей социально-экономической географии и обособляется от физической географии.

## Определения
Термин экономическая география введён в 1751 году М. В. Ломоносовым, возглавлявшим Географический департамент Российской империи. До середины 1960-х преобладал чисто производственный подход, в 1970—80-е в предметную область экономической географии входят урбанизация, формирование сети городов, социальные проблемы. В течение длительного времени внимание экономико-географов концентрировалось на закономерностях, условиях и особенностях территориального размещения материального производства.
Альфред Вебер под экономической географией понимал теоретическое рассмотрение размещения экономического процесса в данном пространстве.

### Объект и предмет изучения
Объектом экономической географии являются геоуниверсум (литосфера, гидросфера, атмосфера, биосфера, антропосфера, техносфера, ноосфера); территориальные социально-экономические системы: экономические районы, территориально-производственные комплексы (ТПК), агломерации и другое; территориальная организация общества — сочетание функционирующих территориально-общественных структур: расселение населения, территориальные структуры производства и природопользования по схеме: природа — население — хозяйство.
Предметом экономической географии являются хозяйственное разнообразие страны, районов, изучение пространственных различий в хозяйстве, различий от места к месту и тому подобное.
- По Баранскому и Колосовскому: изучение экономических районов и закономерностей размещения общественного производства.
- По Саушкину: территориально-экономические системы (ТСЭС).
- По Алаеву: территориальная организация жизни общества.

Часто в состав экономической географии включают географию промышленности, географию сельского хозяйства, географию транспорта, географию инвестиционного комплекса, географию инфраструктуры, географию сферы услуг и другое.

## История развития
Начальный этап формирования экономической и социальной географии: 17 в. — 1-я половина 19 в.
Появление ЭГ связано с началом промышленного развития (прежде всего стран Европы).
1566 г. — начало «возрождения» географии после Средневековья:
Ж. Боден (1530—1596) — воспроизведение идей античных и арабских авторов по вопросу о влиянии географической среды на историю человеческого общества. Писал о том, что это влияние может быть изменено (оно не непреодолимо).
Л. Гвиччардини — «Описание Нидерландов» (1567): характеристика не только природы, населения и хозяйства страны в целом, но и 17 её провинций, а также городов.
1650 г. — труд Бернхарда Варена «География генеральная». География двояка: 1) Общая (генеральная) — изучение «земноводного» пути (общих закономерностей всего); 2) Частная — описание стран (хорография) + их часть — топография (описание отдельных местностей): свойства, которые к «солнечному и звёздному движению надлежат», описание природных условий и ресурсов и описание людей.
Россия — заметное развитие географии стало происходить в 1-й половине 18 в.: И. К. Кирилов, В. Н. Татищев и М. В. Ломоносов.
И. К. Кирилов первым составил экономико-географическое описание России, назвав его «Цветущее состояние Всероссийского государства, в каковое начал, привёл и оставил неизреченными трудами Пётр Великий» (книга 1—2) (1727).
Татищев — фактически первый в России географ. «История Российская» — включает представления Варена о географии. Глава в «Истории..» — О географии вообще и о русской. 3 раздела географии: 1) По масштабу исследования — универсальная (генеральная, описание суши и воды всей планеты и её частей), специальная (описание разных стран) и топография (описание части стран вплоть до отдельных городов с их пригородами);
2) По «качествам» — математическая (измерение Земли), физическая (внимание на главные природные недостатки и достоинства) и политическая (изучение занятий населения, его трудовых навыков, обычаев и доходов во времени; 3) По переменам времени — древняя, средняя, современная. По сути составил первую географическую энциклопедию — «Лексикон Российской империи». Выдвинул программу анкетного обследования страны. Анкета содержала 198 вопросов. Включала вопросы по территориальному разделению труда, специализации местностей. Была разослана только по Сибири. По результатам — первое ЭГ исследование: «Общее географическое описание всея Сибири» (попытки районирования, в том числе экономического). Применение картографического метода. Что подчёркивал (особенности): важность историзма; расширение масштабов исследования, объединял рассмотрение природы и человеческой деятельности; упоминал о ТРТ и специализации разных местностей на пр-ве тех или иных продуктов (из-за природно-климатических условий).
Ломоносов. Доказал, что географии надо изучать лик Земли в процессе его исторического развития (сравнивать прошлое и настоящее). Ввёл термин «экономическая география» (дисциплина, изучающая хозяйство, природные и трудовые ресурсы страны). Возглавлял географический департамент академии наук (главная задача которого — составление и выпуск карт). Ставил задачу издания комплексного географического атласа России; экономическая география для Ломоносова неразрывно связана с экономической картографией. Вопросник из 30 вопросов по ЭГ (на выявление специфики местностей, в связи с работой над атласом России в 1759 г.). Собирался заняться экономической ландкартой. Атлас российских продуктов — предполагалось сделать 1200 карт. Для этого — составление лексикона российских продуктов (местность производства, объём производства, сколько потребляется на месте, как вывозится, цена). Кроме того, Ломоносовым были организованы полевые исследования — Сибирь, Камчатка. Труды: «О слоях земных» (природно-исторический), «О размножении и сохранении российского народа» (демографический и социологический труд), «Экономический лексикон» (перечисление всех видов росс.товаров по алфавиту). Главные проблемы ЭГ — хозяйственное освоение природных ресурсов огромной страны, ТРТ внутри страны, размещение новых центров производства.
Шарль Луи Монтескьё (1685—1755). Подробно рассмотрел влияния природных условий на общественное развитие. Работы: «О духе законов», «Об отношении з-нов гражданского рабства к природе климата», «О з-нах в их отношении к св-вам климата». Вслед за Боденом Монтескьё придаёт большое значение роли человека, изменяющего природу. Видел причину развития рабства в расслабляющем действии жаркого климата.
Другие направления работ: «камеральная статистика» (Германия, сер.18 в.) — давала множество отдельных, ничем не связанных сведений о разных государствах и их административных единицах; коммерческая география — сведения о предметах торговли, ценах на товары и т. п.
И. Кант (1724—1804). Внимание роли природы в развитии общества. Противопоставил пр-во — времени, природу — человеку и положил начало противопоставлению ФГ и ЭГ. Именно с него началась хорологическая концепция географической науки, разрывающая пространственное и историческое рассмотрение природы.
Конец 18 в. — в России начинают формироваться экономические районы.
1776 г. — Чеботарёв выпускает в свет 1-й учебник по географии нашей страны «Географическое методическое описание Российской империи». он же предпринимает первую попытку районирования европейской части России.

### I половина XIX в.
А. Гумбольдт (1769—1859). Для него характерно целостное восприятие природы. Обратил внимание на различие естественных и культурных ландшафтов, на сильное изменение природы человеческой деятельностью, на многосторонние связи между природой и человеком. В итоге начал создавать учение о ландшафте на основе сравнительного метода, выделил ландшафтные природные зоны. Ввёл понятия: биосфера, единство органической и неорганической природы (органический мир и климат формируют ландшафт), техносферы, ноосферы. Труд: «Космос».
К. Риттер. Своё внимание сосредоточил на зонах отношений между природой и человеческой деятельностью. Труды: 19 томов «Землеведения», «История о сравнительном землеведении». Последователь Канта. Считал, что предмет географии — конкретные территории с их природой, населением, хозяйством — итог: введение идеи земных пространств. Также введение пространственных отношений, причём он пытался их количественно оценить + понятия: земной организм, среда, географическая классификация. Пространство у Риттера видоизменяется (сокращения пространства). Выделил культурную сферу на планете, от него идёт понимание, что земля — воспитательный дом для человека.
К. И. Арсеньев — развитие районного направления. Выделил в России 10 «пространств» по своеобразию их природных условий и хозяйственной деятельности населения. «Статистические очерки России» (1848) — выделение районов («пространств»), а внутри них ещё подрайонов («поясов») с физико-географическими и эконом-географическими характеристиками каждого из районов — зачатки районирования. Кроме того, работа по улучшению статистики, изучение городов.
Маркс и Энгельс. Хотя борьба человека с природой необходима, история природы и история общества обуславливают друг друга (единый обмен в-в). Движущая сила общества — соединение общественного характера производства с теми производительными силами, которыми располагает общество в данной стране.

### Ведущие западные школы экономической и социальной географии во второй половине 19 в. — первой половине 20в.
Период особенно бурного развития капитализма, подготовка к первой мировой войне, хвативший первые два десятилетия XX века, характеризовался с одной стороны «смутой» и некоторым упадком в науке и искусстве, но это было время всеобщего «брожения», в результате появлялись новые направления в науке, искусстве.
География в целом и экономическая география в частности несколько отошла от выработанного в XIX веке русла.
В это время бурный всплеск в географии получила парадигма географического детерминизма, объяснявшая бурный процесс социального и экономического развития ходом природных процессов. Но основное признание получила уже школа не прямого детерминизма, а географического поссибилизма, то есть опосредованного воздействия природных факторов на человека.
Элизе Реклю (1830—1905). «Всеобщая география» (19 томов) — самое полное географическое описание всех частей света и стран земного шара (причём описывается не только природа, но и хозяйство и жизнь людей). «Земля» — описание жизни на земле; задача географа — познать физиологию земного шара. «Человек и Земля» (6 томов) — понять как труд воздействует на географическую среду.
Районная парадигма. В рамках этой парадигмы развивались такие национальные географические школы, как хорологическая, французская школа географии человека (ещё с к. XIX века, Видаль де Ла Блаш, Э. Реклю, Ж. Брюн) и антропогеография (Ф. Ратцель, К. Риттер) — исследование колонизации территории человеком, влияния на это природы.
С начала XX века в Германии широкое признание в среде географов получили антропогеографическая концепция Фридриха Ратцеля (1844—1904 гг.). Концепция Ратцеля стала, во многом, теоретической базой для нацизма, потому как в ней обосновывалось расширение границ Германии. Напомним, что Ратцель, как представитель социал-дарвинизма, утверждал, что существует много общего между группами людей и животных в их жизни, размещении по поверхности Земли, взаимодействии с окружающим средой, рассматривал государство (как и любую территорию) как организм, которому присуща такая же, как живым существам, борьба за существование, ввёл понятие «жизненное пространство». Задачи антропогеографии: география описания области распространения человека, расселения людей под воздействием природы, влияния природы на человека (дух и тело). Был основоположником геополитики в работе «Политическая география» — то есть биологизированной интерпретации политических взаимоотношений государств, их границ, их притязаний, конфликтов, захватов и пределов земель. Исследует освоение территории: рассматривал как природа влияла на колонизацию. Антропогеография относится к географическому поссибилизму.
После первой мировой войны выходит книга англичанина Хэлфорда Маккиндера с теорией сердцевинных регионов мира-хартленда (Восточная Европа+ СССР+Северный Китай(Маньчжурия)+Монголия), обладатели которых могут якобы управлять теми или иными континентами и миром в целом. Наибольшее развитие геополитика в те годы достигла в Германии — в работах одного из последователей Ратцеля — географа Карла Хаусхофера, приверженца Гитлера, в 1927 он выступил с концепцией пересмотра границ Германии.
Антропогеография частично дала о себе знать и в предреволюционной России в работах А. А. Крубера (1871—1941), Л. Д. Синицкого (1864—1933), В. П. Семёнова-Тянь-Шанского, но в России более социально выраженная направленность исследований, человечество рассматривается как социальный организм, описание взаимодействий природы и человека. В отличие от Ратцеля, Крубер и Синицкий признавали объективно существующую географическую оболочку, в которой выделяли антропосферу. Синицкий, кроме того, был отличным педагогом и написал немало учебников для средней и высшей школы.
Работы Ратцеля: «Антропогеография», «Политическая география», «Земля и жизнь», «Народоведение». Ученики: 1. Элен Сэмиэл (1863—1932): перенесла идеи Ратцеля в США 2. Кэнитингтон -англичанин.
Минусы: переносили з-ны природы на географию человека, что неправильно (Пр.: Синицкий писал о зональном распространении народов на Земле); не пытались увидеть реальные движущие силы общ-ва (все объясняли организмом человека), отказывались от изучения современного общ-ва; не пытались увидеть противоречий между природой и общ-вом (писали о гармонии); географическая среда заставляет выбирать тот или иной вид занятий; отсутствие экономического подхода, все обусловлено естественными факторами. Сейчас антропогеография выродилась.
Хорологичекая школа в 1-й половине XX в. получила развитие в работах Альфреда Гетнера (1859—1941), последователя Канта и Риттера. (Классификация наук по Канту: Систематические (физика, математика, биология и т. д.), Хронологические (история), Хорологические (география). Риттер дал такое определение, общее для всех географических наук: « Географические науки имеют предметом пространства на земной поверхности…» Таким образом, изучается местность с большим количеством объектов, исторический фактор не нужен, моментальная картина местности.
Основные положения Гетнера:
— география — наука о предметном заполнении пространства (как у Канта)
— география — идеографическая наука, то есть не интересуют законы размещения, а описание хоросов — районов. Б. значение — природным и культурным ландшафтам.
Последователем этой научной школы был и американский географ Р. Хартшорн, который считал географию наукой о множестве пространственных земных индивидуумов (ландшафтов, местностей и т. д.), неповторимо особенных, являющихся результатом мышления географа, который каждый раз выделяет их для тех или иных целей, придаёт им те или иные связи. Хартшорн, как и другие последователи Канта, отрицал возможность открытия законов развития географических объектов, считал непознаваемой их сущность, отрицал возможность выделения объективно существующих районов. Отсюда уже в сер. XX века в американской географии была сформирована концепция субъективности районирования.
Французская школа географии человека.
С конца XIX в. научная школа Э. Реклю во Франции сменилась школой «географии человека», возглавляемой Видалем де ла Блашем (1845—1918). Это лучшая страноведческо-описательная школа. Принцип гармонии между природой и человеком, пейзажный подход, описание пейзажей. Основная задача — охватить физиономию страны. Французская география — это география индивида. География — это искусство. В работах этой школы обращалось внимание главным образом на характерные детали приспособления жизни людей к своеобразным условиям географической Среды., реализации местных природных возможностей хозяйства в ходе исторического развития отдельных местностей. Красочность, с которой описывались детали взаимодействия природы и жизни людей различных небольших местностей — преимущественно сельских с длительной историей их освоения, была велика и по сути даже можно было эти работы отнести не к науке, а к искусству. Регионализм составлял одной из характернейших черт французской школы вообще и «географии человека» в частности, так как это были региональные описания. Региональной географии посвящён ряд работ Мартона, Деманжона, Сиона. Применение руральных методов исследования (связанных с землёй — с/х, рыбалка, охота). Первичными объектами регионального изучения представляются малые географические объекты (районы) — пэи — природные историко — культурные общности, являются однородными участками. Работы В. Де ля Бланша: «Географические районы Франции», «Районы Франции», «Принципы географии человека». Его ученики: Жан Брюн («География. человека», «География человека во Франции», «География истории»), Бали («Северная Америка»), Люсьен Голуа, де Мартон, Монмар, М. Саре («Основы географии человека»).
Образное, рельефное изображение материального быта и местной культуры с природными условиями данной местности, НО: пропадает главное — противоречия и контрасты экономической жизни.

### «Штандортные теории»
Теории о размещении производства абстрагированы от конкретного производства, поэтому на практике мало используются, так как не раскрывают реальные движущие силы развития и размещения производительных сил.
1. Модель Тюнена («Изолированное государство»). Исследует влияние 3 факторов: транспортных расходов, производственных расходов и природных условий и ресурсов. Выводит закономерности размещения вокруг одного центра различных систем сельского хозяйства с точки зрения наибольшей выгоды использования земель: 1…7
Принцип: чем дальше от центра, тем менее интенсивное хозяйство. Выводы: важен фактор расстояния, принцип оптимального сочетания зон в производстве. «+» — оправдывает отсталость окраин, «-» — в реальности не успевает следить за постоянно меняющимся развитием производства.
2. Альфред Вебер. Главное — принцип минимизации издержек производства. Основные условия: рассмотрение изолированной хозяйственной области; рассмотрение заданных точек: добычи сырья, рынков труда, центров потребления промышленной продукции; принятие решения о размещении предприятия на основе минимизации транспортных издержек, расходов на оплату труда и максимизации агломерационного эффекта (следовательно, экономии энергии, транспортировке и прочих видах инфраструктуры). Задача — выбор оптимальной точки для размещения производства; следует искать на прямой, соединяющей пункт добычи сырья и рынок сбыта.
3. Вальтер Кристаллер — теория закономерного размещения населённых пунктов, иерархии населённых пунктов (в том числе городов), модель переустройства оккупированной Советской территории, но жизнь сложнее. Гипотеза о зоне обслуживания центрального места (города), минимизация транспортных расходов и максимизация кол-ва и кач-ва потребляемых услуг.

## Основные школы экономической географии
- Теория штандорта
- Школа пространственного анализа
- Отраслево-статистическая школа
- Советская районная школа
- Теории регионального роста
- Новая экономическая география

## Ведущие научные центры и издательства
В США (штат Массачусетс), в Университете Кларка с 1925 года выпускается журнал «Экономическая география» .
В Великобритании с 2001 года издаётся «Журнал экономической географии» (издательство Оксфордского университета).
В России:
- Географический факультет МГУ (кафедра социально-экономической географии зарубежных стран, кафедра экономической и социальной географии России, кафедра географии мирового хозяйства)
- Институт географии РАН
- Санкт-Петербургский государственный университет (кафедра экономической и социальной географии, кафедра региональной политики и политической географии)
- Институт географии СО РАН (Иркутск)
- Тихоокеанский институт географии ДВО РАН